# Siphonalia kuronoi
Siphonalia kuronoi is een slakkensoort uit de familie van de Buccinidae. De wetenschappelijke naam van de soort is voor het eerst geldig gepubliceerd in 2004 door T.C. Lan & Yoshihiro Goto.